# Malott
Malott est une census-designated placedu comté d'Okanogan, dans l'État de Washington, aux États-Unis.